# Joseph Borguet
Joseph Borguet (Saive, 16 april 1951) is een Belgisch voormalig wielrenner.

## Carrière
Joseph Borguet behaalde enkele overwinningen in kleinere koersen en nam vijfmaal deel aan een grote ronde. Zijn beste resultaat reed Borguet met een dertiende plaats in de Giro van 1980. Verder reed hij nog enkele top dertig plaatsen in wedstrijden als Milaan-San Remo en Luik-Bastenaken-Luik.

## Overwinningen
1973
- 1e in het Eindklassement van de Ster van Henegouwen
- Forêt-Trooz
- 3e etappe Ronde van Luik

1975
- Mechelen

1976
- Drogenbos

1980
- Mellet

## Resultaten in de voornaamste wedstrijden
| Jaar | Ronde van Italië | Ronde van Frankrijk | Ronde van Spanje |
| ---- | ---------------- | ------------------- | ---------------- |
| 1974 |                  |                     |                  |
| 1975 |                  |                     | 21e              |
| 1976 | 36e              |                     |                  |
| 1977 |                  |                     |                  |
| 1978 |                  |                     |                  |
| 1979 |                  | 43e                 |                  |
| 1980 | 13e              | 52e                 |                  |
| 1981 |                  |                     |                  |

| Jaar | Milaan-San Remo | Luik-Bast.‑Luik |
| ---- | --------------- | --------------- |
| 1974 |                 |                 |
| 1975 | 66e             |                 |
| 1976 |                 | 29e             |
| 1977 |                 |                 |
| 1978 | 26e             | 27e             |
| 1979 |                 | 32e             |
| 1980 |                 |                 |
| 1981 |                 |                 |

Wielerploegen van Joseph Borguet
Abelshausen ·
Aerts ·
Barras ·
Borguet ·
Bourguignon ·
Delcroix ·
Gilmore ·
Govaerts ·
Gysemans ·
Hermie ·
Hooyberghs ·
In 't Ven ·
Jacobs ·
van Katwijk ·
Laurens ·
Loysch ·
Naegels ·
Peeters ·
Planckaert ·
Renier ·
Reyniers ·
Steegmans ·
Stevens ·
Swerts ·
Van De Vijver ·
Van Der Linden ·
A. Van Linden ·
R. Van Linden ·
Verhaegen ·
Verreydt
Abelshausen ·
Aerts ·
Borguet ·
De Gendt ·
Delcroix ·
Gilmore ·
Govaerts ·
Gysemans ·
Hermans ·
In 't Ven ·
Jacobs ·
Laurens ·
Loysch ·
Naegels ·
L. Peeters ·
V. Peeters ·
Planckaert ·
Renier ·
Steegmans ·
Stevens ·
Swerts ·
Van De Vijver ·
Vantyghem ·
Verhaegen ·
Verreydt
Bal ·
Berckmans ·
Borguet ·
Bruyère ·
De Beule ·
Deschoenmaecker ·
Delcroix ·
Draux ·
Huysmans ·
Janssens ·
Kaye ·
Lievens ·
Merckx ·
Mintjens ·
Rottiers ·
Spruyt ·
Swerts ·
Van Looy ·
Van Schil
Beyssens ·
Bittinger ·
Bolle ·
Borguet ·
Clark ·
Constant ·
Converset ·
Cuyle ·
De Carvalho ·
Dedeckere ·
Demeyer ·
Desruelle ·
Giustizia (tot 01/06) ·
Govaerts ·
Hesters ·
Kelly ·
Loder ·
Maertens  ·
Malfait ·
Mariotti ·
Martínez ·
Muselet ·
Myngheer (vanaf 01/04) ·
Naegels ·
Pollentier ·
Sanders ·
Schmid ·
Schroyens ·
Tinazzi ·
Van de Poel ·
Van der Slagmolen ·
Van De Vijver ·
Van Hoof ·
A. Van Vlierberghe ·
F. Van Vlierberghe ·
Verplancke ·
Verschaeve · 
Verschuere
Bellet ·
Beyssens ·
Borguet ·
Criquielion ·
De Muynck ·
De Smet ·
De Wilde ·
Desaever ·
Jesson (tot 15/06) ·
Kelly ·
Malfait ·
Meslet ·
Peeters ·
Plummer ·
Pollentier ·
Sonnet ·
Van Calster ·
Van Den Bossche ·
Wynants
Bellet ·
Borguet ·
Broers ·
Colman ·
Criquielion ·
Dalgal ·
De Muynck ·
De Smet ·
De Wilde ·
Devos ·
Girard ·
Kelly ·
Malfait ·
Nilsson ·
Onghena ·
E. Planckaert ·
W. Planckaert ·
Plummer ·
Urbany ·
Van Calster ·
Van Den Bossche ·
Wynants ·
Wyffels